# Giovane giovane
Giovane giovane è un singolo dei rapper italiani Laïoung, Izi e Tedua, pubblicato il 26 settembre 2016 come primo estratto dal secondo album in studio di Laïoung Ave Cesare: veni, vidi, vici.

## Descrizione
In un'intervista con la rivista hip hop RapBurger, Laïoung ha spiegato l'incontro con i due rapper:

## Video musicale
Il video, diretto da Alexander Coppola, è stato caricato sul canale YouTube di Laïoung il 26 settembre 2016.

## Tracce
1. Giovane giovane – 4:36